# Parc Nacional de les Illes Verges

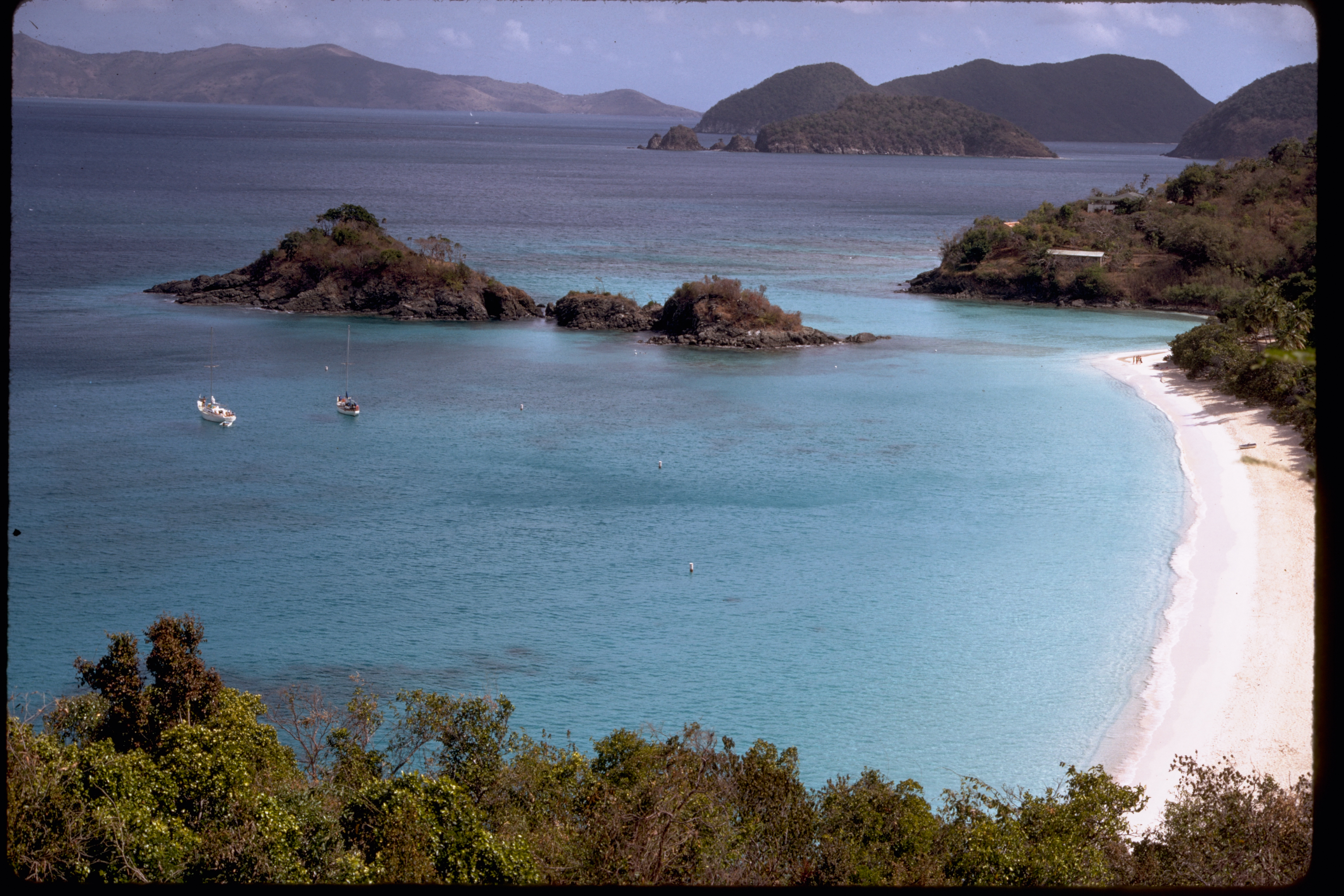
Les platges verges de Saint John

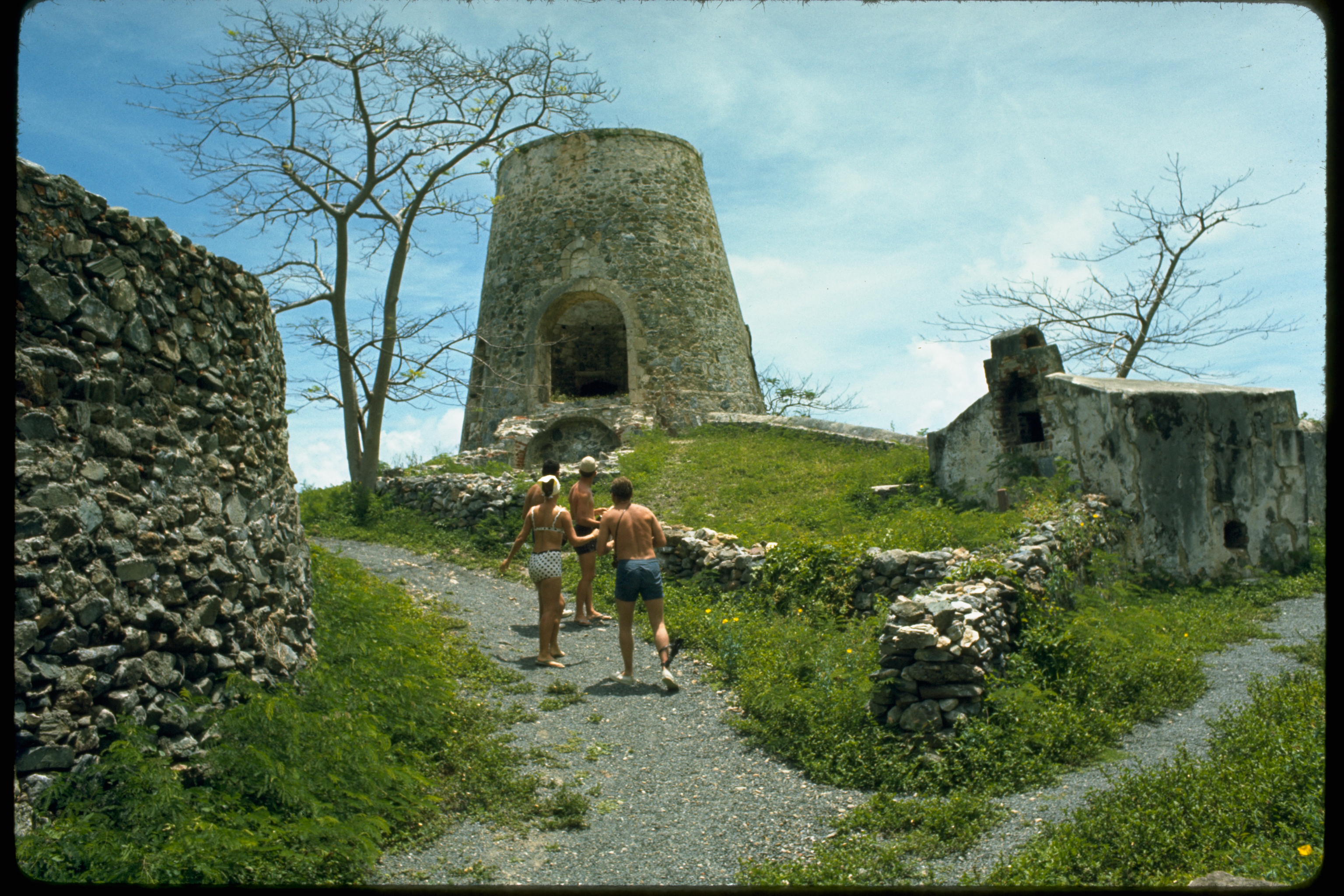
Ruïnes de les plantacions de sucre

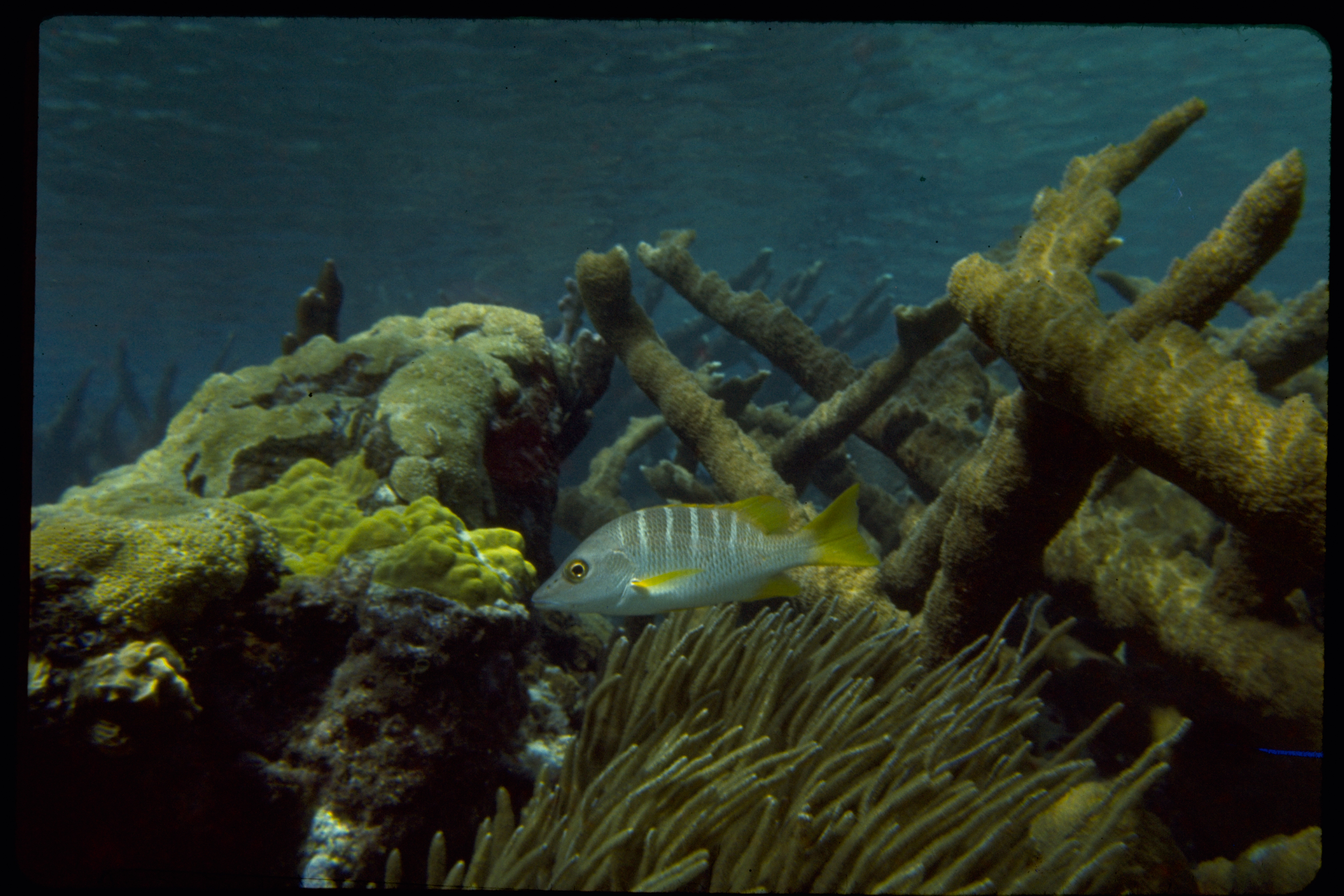
Esculls de corall que envolten Saint John

El Parc Nacional de les Illes Verges (Virgin Islands National Park) està situat sobretot a l'illa de Saint John a les Illes Verges Nord-americanes, un arxipèlag subtropical al Mar Carib. Compta amb impressionants turons, valls i platges, així com oportunitats inigualables per al busseig i la immersió lleugera. La zona cobreix prop del 60 per cent de l'illa. Dins dels seus 59,64 quilòmetres quadrats, es troben proves i restes d'una complexa història de civilitzacions— dels pobles lliures i esclaus— que daten de fa més de mil anys, tots els quals han utilitzat la terra i el mar per a sobreviure. El parc també inclou gairebé tota l'illa Hassel localitzada al port de Charlotte Amalie prop a l'illa de Saint Thomas tot i que no hi ha instal·lacions per a visitants a l'illa. El parc va ser creat el 1956 com a resultat dels esforços de Laurance Rockefeller que va donar una gran part de la terra al govern federal que es va convertir en el parc nacional administrat pel National Park Service dels Estats Units.
Un visitant pot explorar els petròglifs deixats pel poble nadiu taíno per mitjà d'una sèrie de rutes. El període de govern danès pot ser experimentat amb una visita al Districte Històric d'Annaberg (Annaberg Historic District) on les ruïnes de les plantacions de sucre serveixen com un recordatori de les vides de la gent esclavitzada que va produir aquest important cultiu.
El parc també gestiona el circumdant Monument Nacional de l'Escull de Corall de les Illes Verges (Virgin Islands Coral Reef National Monument) proclamat com a monument nacional en virtut de la Llei d'Antiguitats pel President Clinton el 2001. El monument nacional conté 51 quilòmetres quadrats de terres sota l'aigua. A les zones costaneres del monument, els científics han trobat boscos de manglars que coexisteixen amb els esculls de corall, el primer exemple conegut d'aquest tipus d'ecosistema.